# Hajdúböszörményi kistérség
A Hajdúböszörményi kistérség egy kistérség volt Hajdú-Bihar megyében, központja Hajdúböszörmény volt, de 2014-ben az összes többi kistérséghez hasonlóan megszűnt.

## Települései
| Hajdúböszörmény | Hajdúdorog | Hajdúnánás |

## Lakónépesség alakulása
| Település       | Lélekszám (2009) |
| --------------- | ---------------- |
| Hajdúböszörmény | 31 793           |
| Hajdúnánás      | 17 498           |
| Hajdúdorog      | 9 070            |
| Összesen        | 58 361           |